# فرودگاه کوستروما
فرودگاه کوستروما (به روسی: Аэропорт Кострома) فرودگاهی عمومی واقع در کوستروما در کشور روسیه است که توسط JSC Kostroma Air Enterprise اداره می‌شود.

## شرکت‌های هواپیمایی و مقصدهای پروازی
| شرکت‌های هواپیمایی       | مقصدهای پروازی                |
| ----------------------- | ----------------------------- |
| Kostroma Air Enterprise | پالکوو فصلی: آناپا، سیمفروپول |